# Sipe Sipe
Sipe Sipe ist eine Landstadt im Departamento Cochabamba im südamerikanischen Anden-Staat Bolivien.

## Lage im Nahraum
Sipe Sipe ist zentraler Ort im Municipio Sipe Sipe in der Provinz Quillacollo. Die Stadt liegt am westlichen Ende der Ebene von Cochabamba auf einer Höhe von 2589 m an der Mündung der Zuflüsse Río Viloma und Río Khayarani in den Río Rocha, den Hauptquellfluss des bolivianischen Río Grande.

## Geographie
Sipe Sipe liegt zwischen der bolivianischen Cordillera Central und der Cordillera Oriental im Übergangsbereich zum bolivianischen Tiefland.
Die mittlere Durchschnittstemperatur der Region liegt bei etwa 18 °C (siehe Klimadiagramm Cochabamba) und schwankt nur unwesentlich zwischen 14 °C im Juni und Juli und 20 °C im November. Der Jahresniederschlag beträgt etwa 450 mm, bei einer ausgeprägten Trockenzeit von Mai bis September mit Monatsniederschlägen unter 10 mm, und einem Regenmaximum im Januar mit 120 mm Monatsniederschlag.

## Geschichte
Die Ortschaft war Schauplatz einer der wichtigsten Schlachten in den südamerikanischen Unabhängigkeitskriegen gegen Spanien. In der Schlacht von Sipe-Sipe am 29. November 1815 wurden die Truppen der Vereinigten Provinzen des Río de la Plata durch spanische Royalisten vernichtend geschlagen, so dass die Region "Alto Peru", das heutige Bolivien, wieder unter die spanische Herrschaft in Argentinien zurückfiel.

## Verkehrsnetz
Sipe Sipe liegt in einer Entfernung von 25 Straßenkilometern westlich von Cochabamba, der Hauptstadt des Departamentos.
Von Cochabamba aus führt die asphaltierte Nationalstraße Ruta 4 in westlicher Richtung über die Stadt Quillacollo nach Sipe Sipe und von hier aus weiter nach Caracollo, wo sie auf die Ruta 1 stößt. Die Ruta 1 durchquert den Altiplano von Norden nach Süden und stellt so Verbindungen zu den Großstädten La Paz, Oruro und Potosí her.

## Bevölkerung
Die Einwohnerzahl der Ortschaft ist in den vergangenen beiden Jahrzehnten – auch durch Eingemeindungen – auf mehr als das Fünffache angestiegen:
| Jahr | Einwohner | Quelle       |
| ---- | --------- | ------------ |
| 1992 | 2.033     | Volkszählung |
| 2001 | 3.134     | Volkszählung |
| 2012 | 11.826    | Volkszählung |
| 2024 |           | Volkszählung |

Die Region weist einen hohen Anteil an Quechua-Bevölkerung auf, im Municipio Sipe Sipe sprechen 83,9 Prozent der Bevölkerung Quechua.